# Qinngorput
Qinngorput är en förort till Nuuk, Grönlands huvudstad. Området ligger ostnordost om centrum och söder om stadens flygplats, cirka 5 km från centrum. Namnet betyder "botten av vår fjord".

## Historia

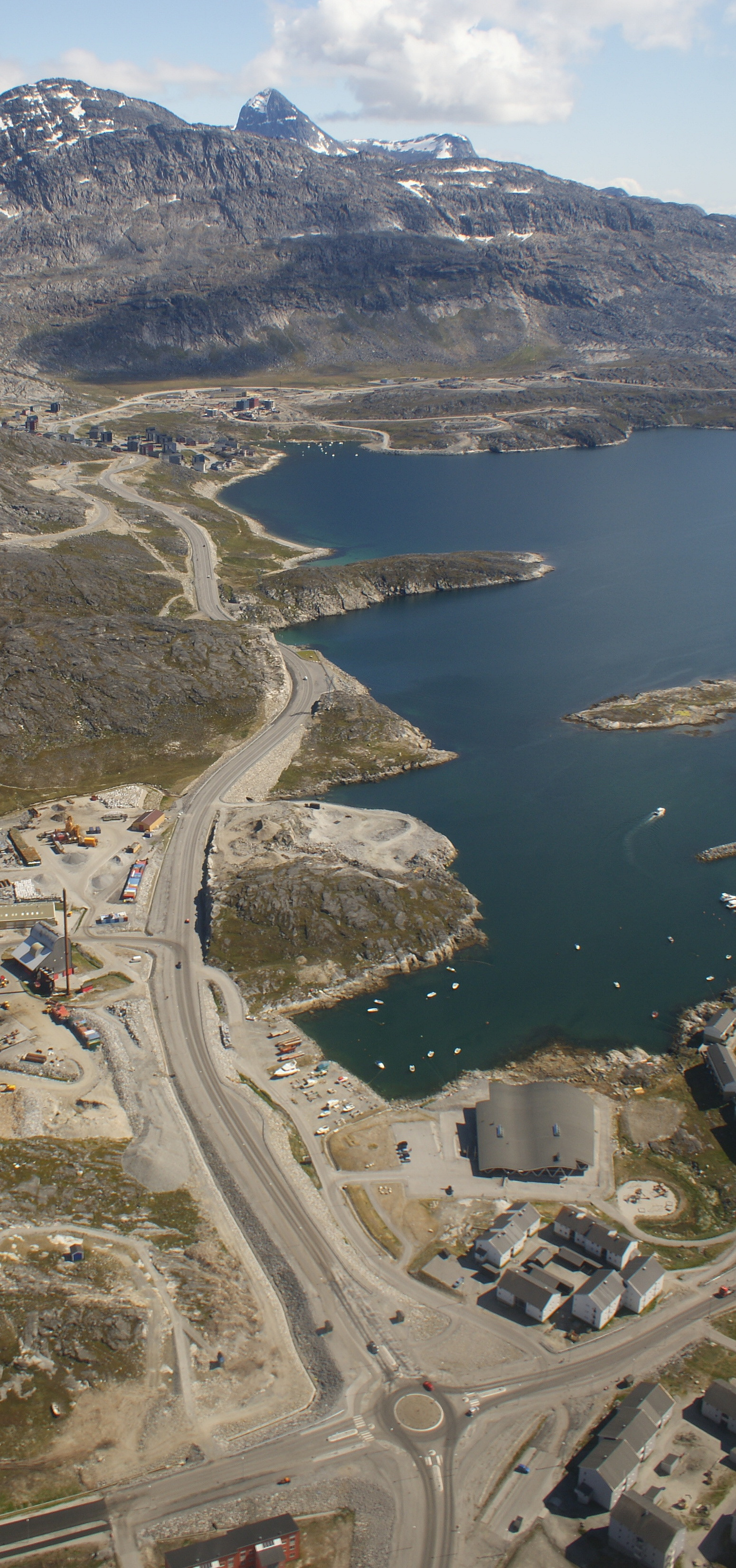
Flygfoto av vägen till Qinngorput

Qinngorputområdet var en populär campingplats och ett jaktställe i många år, innan det införlivades i Nuuk 2005. Stadsdelen lockar speciellt yngre människor, och har fokus på familjer med skolbarn.
Det finns inte några officiella befolkningssiffror för Qinngorput, men antalet byggnader växer stadigt. När området är färdigbyggt kommer det att bestå av 1200 lägenheter. Den senaste utvidgningen av distriktet är längs den sydöstra sidan av Malenebugten med 300 nya lägenheter, som stod klara i augusti 2013.
Qinngorput är det nyaste området i Nuuk. Den överväldigande majoriteten av husen i stadsdelen är privatägda. Det närliggande Nuussuaq uppfördes också i slutet av 1980-talet nära centrum för att minimera kostnaderna för infrastrukturinvesteringar, såsom VVS, elnät och kommunikation.

## Den senaste utvecklingen
I samband med Grönlands hemstyres och kommunfullmäktiges gemensamma beslut från 2009 om att riva Blok P i centrala Nuuk beslöts att åter bosätta invånarna i punkthus i Qinngorput. Många av de tidigare hyresgästerna i Blok P uttryckte sin motvilja mot att flytta till den nya stadsdelen med hänvisning till både stigande levnadskostnader och brist på transportmöjligheter.
Hyresgästerna kommer att erbjudas bostäder i sex punkthus, som för närvarande byggs i Pisissiadelen av Qinngorput av Permagreen.

## Infrastruktur och service
Det finns en förskola i Qinngorput och i september 2011 invigdes Nuuks nyaste skola, Hans Lynge-skolen. Skolan har 452 elever från klass 1 till 7, det äldsta steget kan läggas till senare. Skolan fungerar också som lokalt kulturcenter.
I juni 2011 avsatte kommunfullmäktige medel till en lekplats och aktivitetspark för barn. Byggandet började 2012, men det finns inget bestämt datum för slutförandet.
En Spar-butik i stadsdelen finns sedan 29 juni 2011.

## Transport

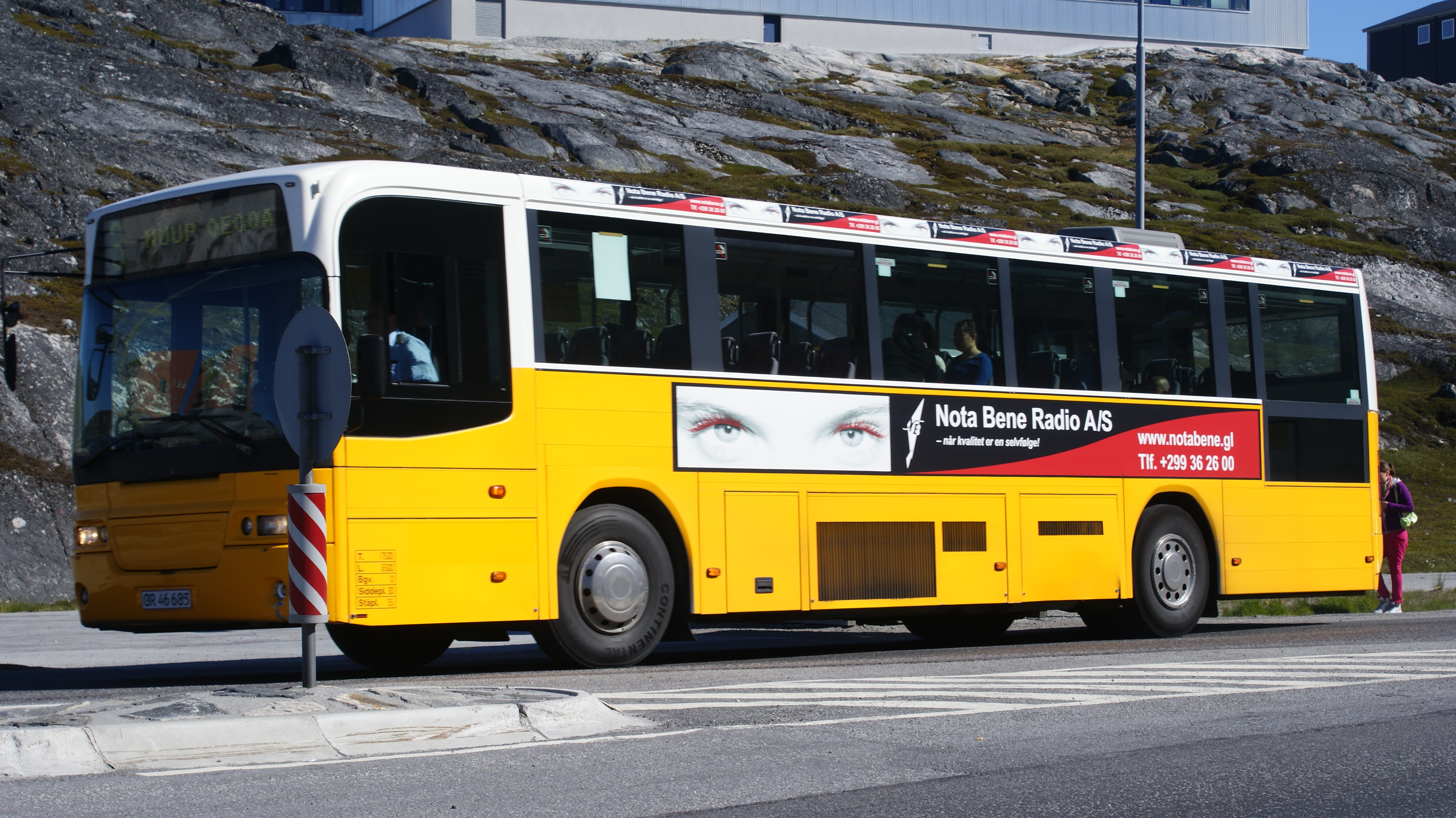
En lokalbuss i Nuuk

I början var den enda vägen till stadsdelen en omväg via flygplatsen. 2008 blev en ny väg, som förbinder Qinngorput med centrala Nuuk via Nuussuaq färdig, vilket har halverat transporttiden. Vägen är uppkallad efter Nuuks avlidna borgmästare, Agnete Davidsen.
Området ligger på gångavstånd från stadens hamn, och en busslinje finns mellan centrum och Qinngorput och körs av Nuup Bussii. Linje 1 kör var 30 minut dagligen, direkt mellan centrum och stadsdelen, och linje 3 kör via flygplats, varje timme i rusningstrafiken från måndag till fredag.